# Stora Håltjärnen, Västmanland
Stora Håltjärnen är en sjö i Skinnskattebergs kommun i Västmanland och ingår i Norrströms huvudavrinningsområde. Sjön är 11,8 meter djup, har en yta på 0,0872 kvadratkilometer och befinner sig 177,4 meter över havet. Sjön avvattnas av vattendraget Håltjärnsbäcken. Vid provfiske har öring fångats i sjön.

## Delavrinningsområde
Stora Håltjärnen ingår i det delavrinningsområde (664597-148391) som SMHI kallar för Mynnar i Hedströmmen. Medelhöjden är 231 meter över havet och ytan är 9,56 kvadratkilometer. Det finns inga avrinningsområden uppströms utan avrinningsområdet är högsta punkten. Håltjärnsbäcken som avvattnar avrinningsområdet har biflödesordning 4, vilket innebär att vattnet flödar genom totalt 4 vattendrag innan det når havet efter 217 kilometer. Avrinningsområdet består mestadels av skog (83 procent). Avrinningsområdet har 1,25 kvadratkilometer vattenytor vilket ger det en sjöprocent på 1,8 procent.